# Gulbrunt metallfly
Gulbrunt metallfly (Plusia festucae) är en fjärilsart som beskrevs av Carl von Linné 1758. Gulbrunt metallfly ingår i släktet Plusia och familjen nattflyn. Arten är reproducerande i Sverige. Inga underarter finns listade i Catalogue of Life.

## Bildgalleri

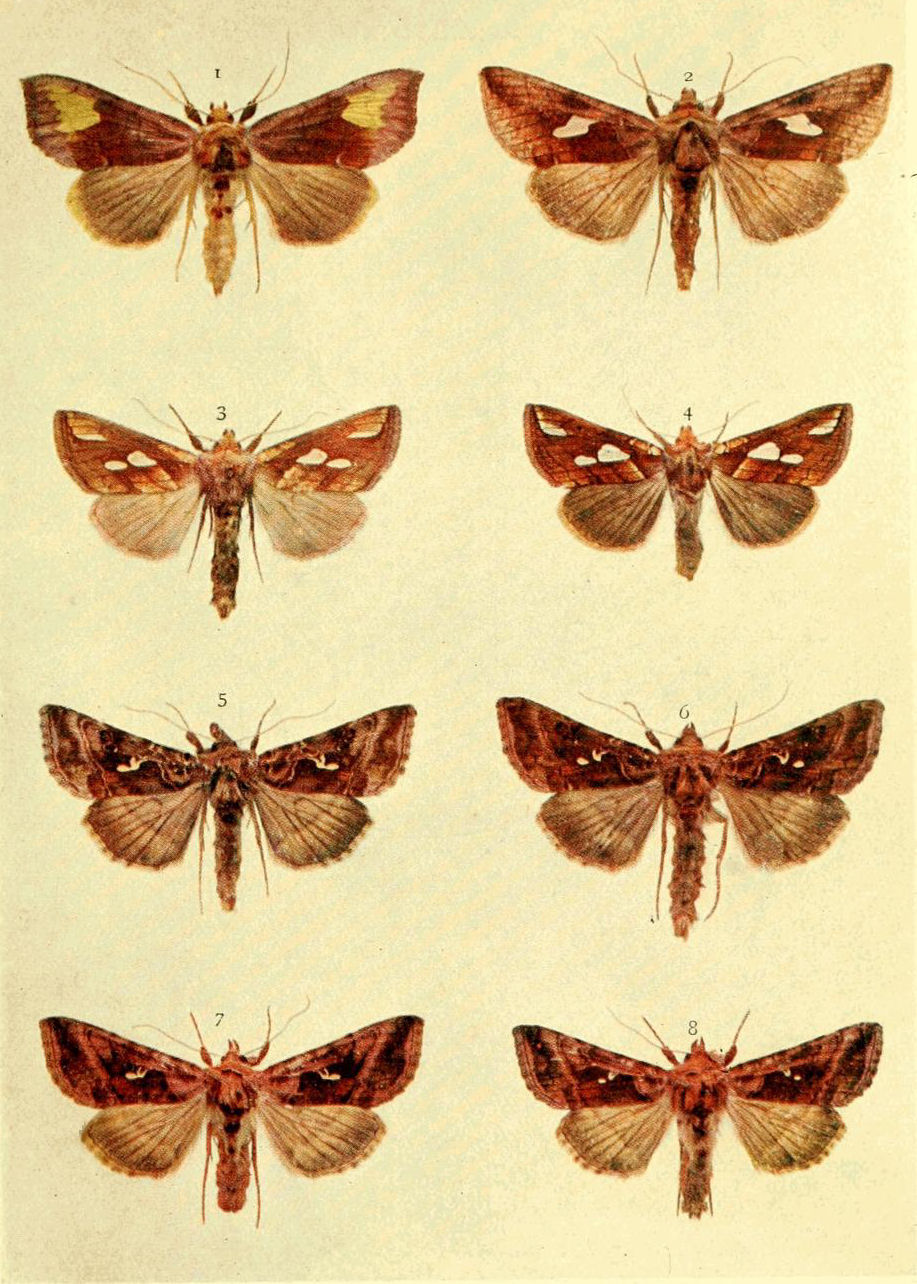